# Heudister javanicus
Heudister javanicus är en skalbaggsart som beskrevs av Ôhara 2003. Heudister javanicus ingår i släktet Heudister och familjen stumpbaggar. Inga underarter finns listade i Catalogue of Life.